# Chionaema axiologa
Chionaema axiologa är en fjärilsart som beskrevs av Swinhoe 1905. Chionaema axiologa ingår i släktet Chionaema och familjen björnspinnare. Inga underarter finns listade i Catalogue of Life.